# Beat of My Heart
Beat Of My Heart је девети званично објављен сингл америчке певачице Хилари Даф, али други са албума Most Wanted. Спот је премијерно приказан у популарној америчкој музичкој емисији Total Request Live. Песма је дебитовала 9. новембра 2005. године. Након 5 дана достигла је прву позицију. На листи се налазила 20 дана, све до 19. децембра 2005. године.

## Списак песама
1. - 03:09
2. - 03:29

Европско издање
1. - 03:09
2. - 03:00
3. - 03:29

Аустралијско издање
1. - 03:09
2. - 03:09